# Friedrich Danneskiold-Samsøe

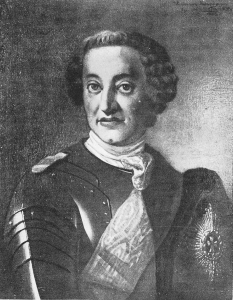
Graf Friedrich Danneskiold-Samsøe

Graf Friedrich Danneskiold-Samsøe (* 1. November 1703 in Assendrup, Aversi Sogn; † 18. Juli 1770 in Marselisborg bei Aarhus) war ein dänischer Staatsmann und General.

## Leben

### Abstammung
Danneskiold-Samsøe war ein Sohn des königlich dänischen Generalfeldmeisters Christian Gyldenlöwe (1674–1703) und somit Enkel des dänischen Königs Christian V. Seine Mutter war Dorothea Krag (1675–1754).

### Werdegang
Im Alter von neun Jahren wurde Danneskiold-Samsøe zum Studium des Marinewesens und des Schiffsbaus nach England geschickt. Nach sieben Jahren Auslandsaufenthalt, den er mit einem kurzen Aufenthalt in Paris und Holland beschloss, kehrte er 1721 nach Dänemark zurück und wurde Kammerherr. Bereits 1719 hatte er von seinem Onkel Ulrik Christian Gyldenløve die Baronie Marselisborg geerbt und war ebenfalls seit 1719 Herr auf Rixdorf (veräußert 1722) und Schönweide (veräußert 1726). 1722 erwarb er noch einen Anteil an der Herrschaft Lundegaard, den er 1727 an seinen Bruder Christian Danneskiold-Samsøe (1702–1728) abtrat.
1723 trat Danneskiold-Samsøe im Rang eines Rittmeisters in den Dienst der königlich dänischen Armee und war 1727 Kompaniechef der Garde zu Fuß. Am 9. August 1728 ersuchte er um seinen Abschied um die Vormundschaft über seinen Neffen Friedrich Christian Danneskjold-Samsøe (1722–1778) vollumfänglich übernehmen zu können.
1729 wurde er Geheimrat und im Dezember 1730 an den Obersten Gerichtshof und den herzoglichen Hof berufen. Zunehmend, spätestens ab 1731, war Danneskiold-Samsøe mit Marineangelegenheiten befasst. Als oberster Marineverwalter gestaltete er gemeinsam mit Ulrik Frederik von Suhm den Wiederaufbau der dänischen Flotte. Über zahlreiche Zwischenstufen wurde er am 17. Juni 1743 zum Generaladmirallieutenant ernannt, was gleichzeitig zum endgültigen Zerwürfnis mit Suhm und dessen Entlassung führte. Seit dem 4. Februar 1746 stand er der Generalstaatshafenkommission vor.
1740 schlug er vor, einen Kanal zwischen Seeland und Amager bauen zu lassen. Dieser und andere Pläne, welche auskömmlich budgetiert wurden, kamen nicht mehr unter seiner Ägide zur Umsetzung, da er nach dem Thronwechsel im November 1746 von allen Ämtern freigestellt wurde.
Am 23. September 1760 wurde er königlich dänischer Oberhofmeister der Ritterakademie in Sorø. 1766 nach erneutem Thronwechsel in Dänemark kehrte er noch einmal kurzzeitig in die Verwaltung der Marineangelegenheiten zurück.

### Familie
Er vermählte sich 1724 auf Wedellsborg mit Komtesse Dorothea Wedell-Wedellsborg (1706–1763). Aus der Ehe gingen neun Kinder hervor, jedoch ohne die Stammlinie fortzusetzen. Nur drei erreichten die Volljährigkeit: 
- Graf Friedrich Christian Danneskiold-Samsøe (1729–1758) war Offizier
- Komtesse Friederike Louise Charlotte Danneskiold-Samsøe (1737–1821) war Priorin des Jungfrauenklosters Gisselfeld
- Komtesse Sophie Dorothea Danneskiold-Samsøe (1726–1766) heiratete ihren Cousin, Graf Ulrich Adolf Danneskiold-Samsøe (1723–1751).